# Cookovo otočje na Svjetskom prvenstvu u atletici 2015.
Cookovo otočje se na Svjetskom prvenstvu u atletici 2015. u Pekingu natjecalo od 22. do 30. kolovoza s jednom predstavnicom u trci na 100 metara.

## Rezultati

### Žene

#### Trkačke discipline
| Atletičarka   | Disciplina | Kvalikacije | Kvalikacije | Završnica              | Završnica              |
| Atletičarka   | Disciplina | Rezultat    | Plasman     | Rezultat               | Plasman                |
| ------------- | ---------- | ----------- | ----------- | ---------------------- | ---------------------- |
| Patricia Taea | 100 metara | 12.34 SB    | 48.         | Nije se kvalificirala. | Nije se kvalificirala. |